# Acura ILX
L'Acura ILX est une automobile compacte produite par Acura depuis 2012. Elle est basée sur la neuvième génération de la Honda Civic.

## 2012

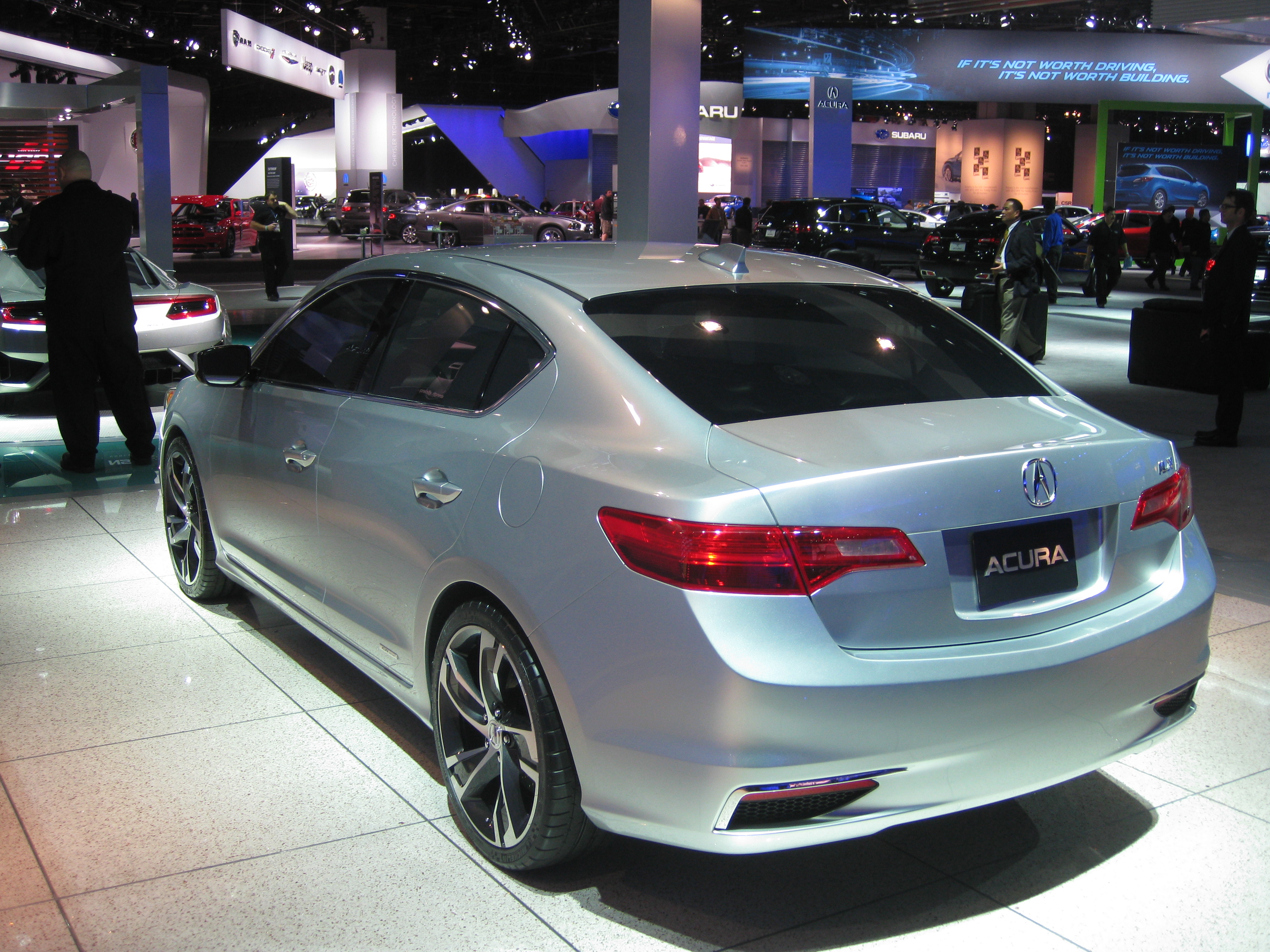
Acura ILX

La ILX est vendue avec un choix de trois motorisations. La voiture de base a un 2,0 litres produisant 150 chevaux et 140 N m de couple à quatre cylindres. Il obtient une boîte automatique à cinq vitesses en standard, ce qui contribue à atteindre 9,8 L/100 km en ville et 7,4 L/100 km en autoroute.

## 2014
En 2014, la ILX est vendue en quatre grades avec un choix de deux moteurs. Les fonctions standard comprennent des roues de 17 pouces en alliage, des phares à faisceau en forme de projecteur, une sellerie de cuir, des sièges avant chauffants, un système d'accès sans clé avec démarrage à bouton-poussoir, une caméra de recul multi-angle, l'Active Noise Cancellation et plus encore. Pour l'année modèle 2015, l'acier métallisé moderne remplace la couleur extérieure métallique en métal poli, tandis que le reste de la gamme sera reporté de l'itération précédente.

## 2015

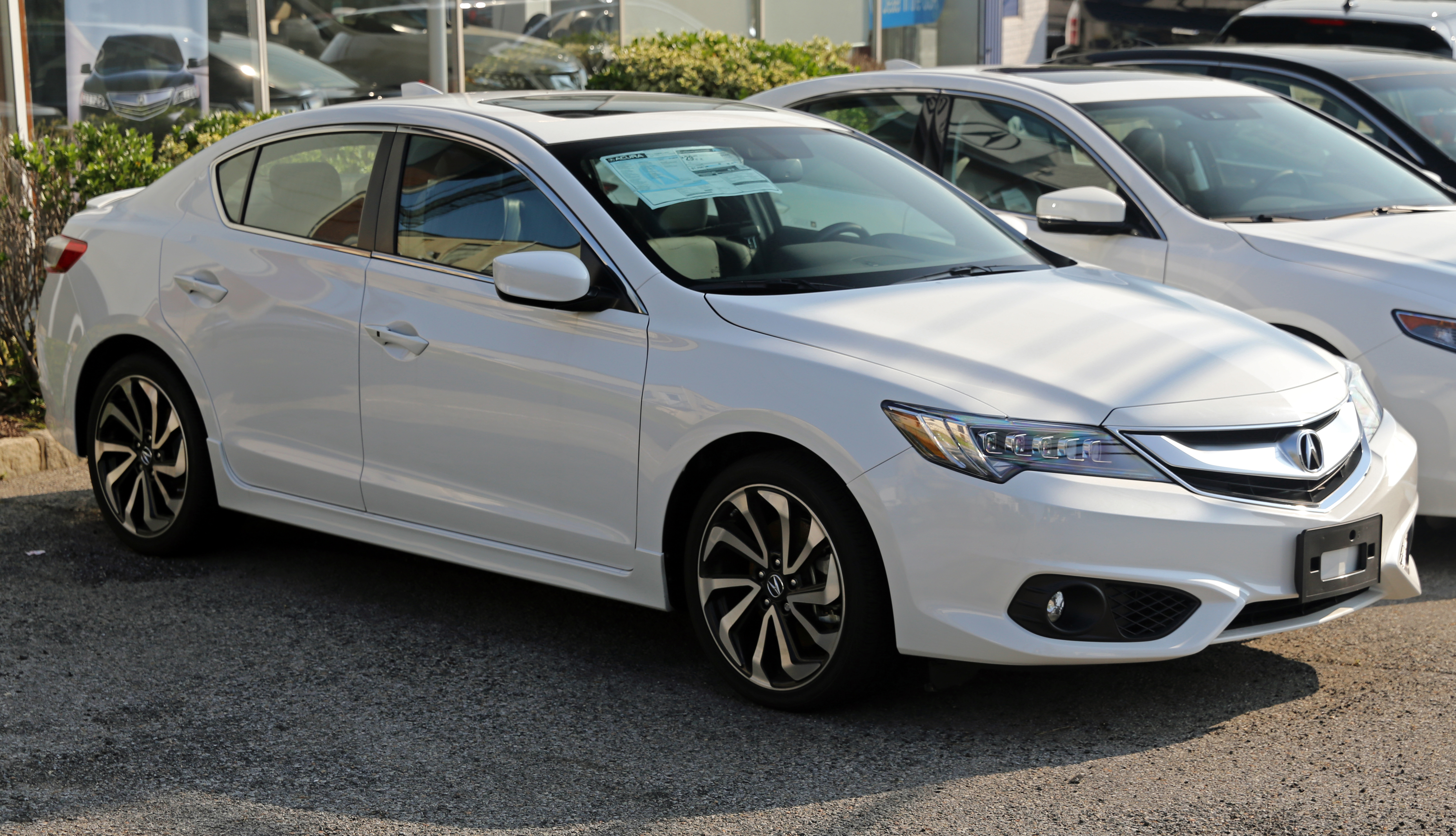
Acura ILX Phase 2

En 2015, cette voiture a été retouchée.

## 2019

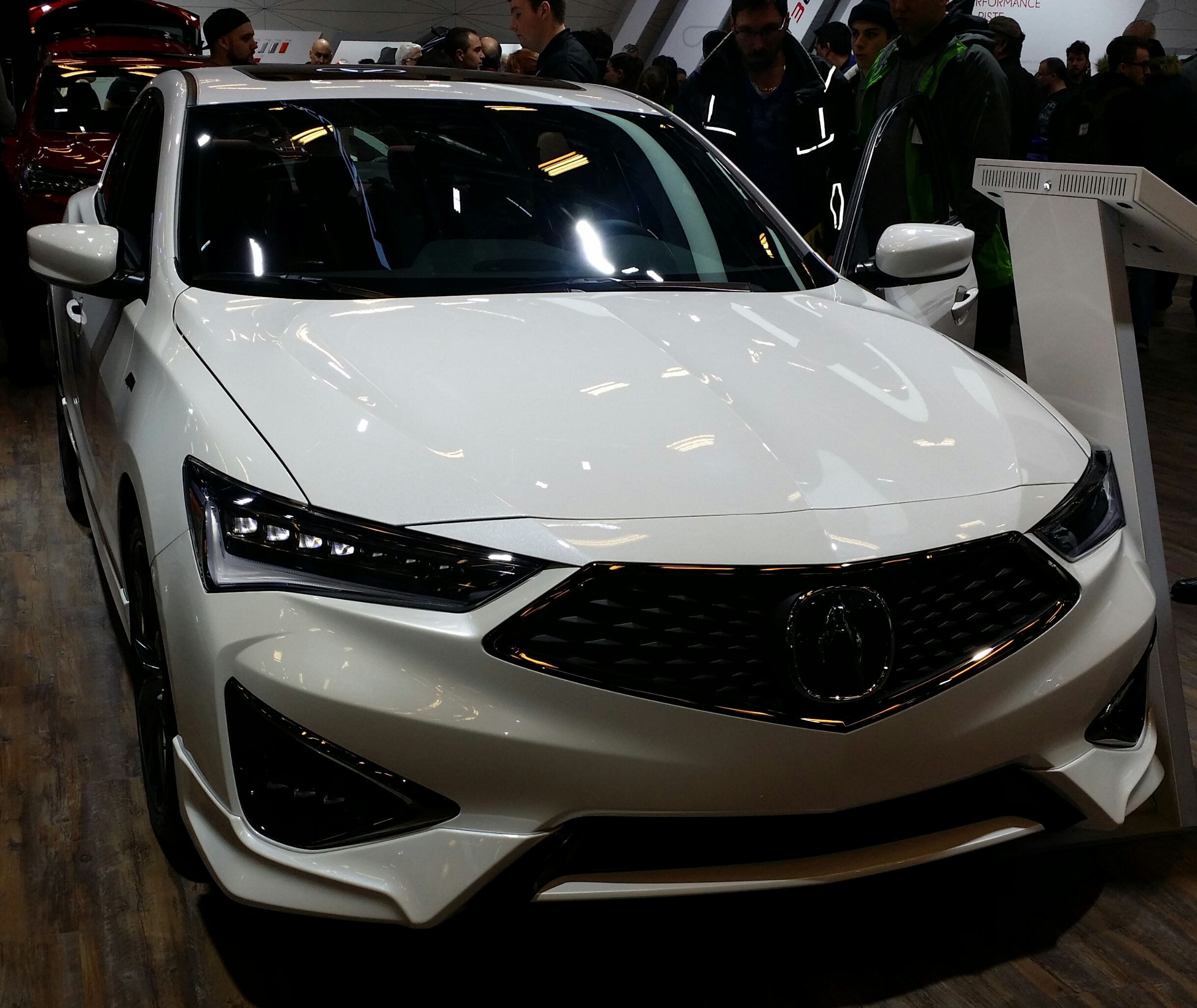
Acura ILX Phase 3

En 2019, la ILX est restylée pour la seconde fois. Sa nouvelle face avant est inspirée du concept car Acura Precision dévoilé en 2016.